# Alpes de Estiria y Carintia
Los Alpes de Estiria y Carintia (llamados también Alpes de Gurk-Lavanttal - en alemán Steirisch-Kärntnerische Alpen también Gurk-und Lavanttaler Alpen) son una sección del gran sector Alpes centrales del este, según la clasificación SOIUSA. Su pico más alto es el Eisenhut, con 2.441 m s. n. m.
Se extienden exclusivamente por Austria, e interesan, como dice su propio nombre, por Estiria y Carintia. Solo de forma marginal también Salzburgo.

## Clasificación
La Partición de los Alpes de 1926 la sección Alpes Nóricos de dimensiones muy extensas tanto que comprende, además de esta sección, los Alpes del Tauern occidentales, los Alpes del Tauern orientales y parte de los Alpes esquistosos tiroleses. Las clasificaciones más modernas han abandonado del todo la definición de los Alpes Nóricos.

## Geografía
Limitan al norte con los Alpes del Tauern orientales (separados por el río Mura, al este con los Prealpes de Estiria (separados por el Obdacher Sattel), al sudeste con los Prealpes eslovenos (separados por el río Drava), al sur con los Alpes de Carintia y de Eslovenia (separados por el Drava), al sudoeste con los Alpes Cárnicos y del Gail (separados por el Drava) y al oeste los Alpes del Tauern occidentales (separados por el Katschbergpaß).
Los Alpes de Estiria y Carintia no se encuentran a lo largo de la cadena principal alpina pero se destacan de los Alpes del Tauern occidentales en el Katschbergpaß.

## Subdivisiones
La SOIUSA subdivide los Alpes de Estiria y Carintia en dos subsecciones y nueve supergrupos: 
- Alpes de Gurktal
  - Cadena Kilnprein-Rosennock-Eisenhut
  - Cadena Prankerhöhe-Grebenzen
  - Cadena Wöllaner Nock-Mirnock
  - Cadena Kruckenspitze-Hockeck
  - Montañas de Klagenfurt
- Alpes de Lavanttal
  - Cadena Kreiskogel-Zirbitzkogel
  - Cadena Waldkogel-Grafenkogel
  - Grupo del Ladingerspitze
  - Montañas de Griffn.